# Angels & Airwaves
Angels and Airwaves ("AVA") er et alternativt supergruppe rockband dannet af Blink-182-medlem Tom DeLonge (vokal og guitar), med base i San Diego, Californien. Bandets andre medlemmer inkluderer David Kennedy (guitar) som Tom DeLonge arbejdede sammen med i Box Car Racer, Ilan Rubin på trommer og Matt Rubano på bas. 
Bandet har indtil videre udgivet seks albums, og desuden udgav de også en dokumentar der hed Start the Machine i 2007, der portrætterer bandets opståen og afslutningen på Blink-182 (der få år senere blev genoptaget). Bandet udgav deres album, Love, sammen med en film af samme navn i februar 2010. 
De to første albums var inspireret af bands som Radiohead og Pink Floyd, kombineret med U2's storhed. Tom DeLonge udtalte, at det første album "ville være det bedste musik i generationer", men indrømmede bagefter, at han havde udtalt sig, mens han var afhængig og påvirket af smertestillende medicin.

## Historie

### We Don't Need To Whisper (2005-2006)
Tom DeLonge begyndte at arbejde med opstarten af sit nye band umiddelbart efter at Blink-182 var brudt op og gået hver til sit. Tom DeLonge havde nogle klare krav til, hvad det nye band skulle være, og legede længe med tankerne om navn og logo. Efter han havde fundet på navnet Angels and Airwaves fandt han ud af, at hvis man vendte det midterste A om, ville det blive til AVA, hvilket på samme tid er navnet på hans datter, og således lå det fast. Herefter begyndte han rekrutteringen til bandet, og hans første valg var David Kennedy, en gammel high-school ven, med hvem han også have samarbejdet med i Box Car Racer. Ydermere fandt han Adam "Atom" Willard og Ryan Sinn, og sammen begyndte de at arbejde med det nye album, hvor filosofien var, at alle, og ikke kun DeLonge, skulle have indflydelse.
DeLonge gjorde det desuden klart overfor de tre nye, at bandet var fuldtid, således at de måtte droppe deres andre projekter. Ydermere understregede han også, at familier og kærester var vigtigst, så der ville altså blive brugt mindre tid på bandet end på andre projekter, der har samme ambitionsniveau. Herefter begyndte indspilningerne for alvor, og The Adventure, den første single fra albummet, blev lækket ulovligt på internettet efter at DeLonges mail var blevet hacket. Herefter udsendte de den globalt, og lidt efter det fulde album. 

### I-Empire og Start The Machine (2007-2009)
I 2007 blev Ryan Sinn smidt ud af bandet, og det stod klart for fans efter at han ikke var med til en koncert, men i stedet var erstattet af Matt Watcher. Senere blev det bekræftet officielt, og Matt Watcher blev herefter den nye bassist i bandet, og også backing vokalist. Bandet begyndte arbejdet på deres nye album, I-Empire, og samtidig klargjorde de dokumentarfilmen Start The Machine, der strakte sig over nedlæggelsen af Blink-182 til udgivelsen af We Don't Need To Whisper albummet. I 3. kvartal 2007 udsendte de I-Empire, og spillede herefter på Warped-touren som det eneste band til alle koncerter. 

### Nyt album og gendannelsen af Blink-182 (2009-)
I vinteren 2009 var det meningen, at bandet igen skulle i studiet og klargøre deres næste album, men alt dette blev afbrudt af gendannelsen af Blink-182. Albumudgivelsen blev udsat adskillelige gange, selvom indspilningerne fortsatte på et lavere blus. I maj 2009 offentliggjorde Tom DeLonge, at albummet ville hedde Love, og at der også ville komme en spillefilm fra bandet med samme navn. Geffen, der udgiver Angels & Airwaves musik, sagde, at de ikke havde noget imod, at albummet det udgivet gratis. Imidlertid blev udgivelsesdatoen rykket til februar 2010, hvor Blink-182s tour var veloverstået og albummet fra dem udgivet.

## Albums
- We Don't Need to Whisper (2006)
- I-Empire (2007)
- Love (2010)
- Love: Part Two (2011)
- The Dream Walker (2014)